# 9/11: Press for Truth
9/11: Press for Truth är en dokumentärfilm från 2006 om 11 september-attackerna som bygger på Paul Thompsons bok The Terror Timeline: year by year, day by day, minute by minute: A comprehensive chronicle of the road to 9/11 - and America's response. Filmen följer sex av de anhöriga till offren för attackerna i deras sökande efter hela sanningen om vad som hände den 11 september 2001 och de egentliga orsakerna till att det hände. Bland de anhöriga finns de fyra "elfte september-änkor" från New Jersey som i USA kommit att bli kända som the Jersey girls.
Boken som legat till grund för filmen är i sin tur en sammanfattning av en internetsida där Paul Thompson samlat artiklar publicerade i etablerad media, med anknytning till 11 september-attackerna, som komplicerar den bild som den amerikanska administrationen velat ge av hur och varför attackerna skett.
Filmen går igenom ett antal områden där de anhöriga anser att det finns tydliga glapp mellan verkligheten och den version av verkligheten som den amerikanska administrationen vill få dem att tro, bland annat;
- Den långa tid det tog innan det amerikanska luftförsvaret reagerade på attackerna.
- George W. Bushs märkliga beteende efter attackerna och uttalanden om sitt agerande efteråt.
- Frigivandet av 759 av de 765 personer som greps efter attackerna, misstänkta för inblandning i terrorbrott, och det faktum att ingen utom Zacarias Moussaoui över huvud taget har åtalats i samband med dåden.
- Kollapsen av World Trade Centers byggnad 7,[2] som aldrig träffades av något flygplan. Dess strukturella kollaps har ännu inte förklarats av de amerikanska myndigheter som utrett händelsen, men utredningen fortgår.[3]
- Den motvillighet Bush-administrationen visade mot att över huvud taget tillsätta en undersökningskommission efter attackerna och de begränsade resurser och befogenheter denna kommission sedan beviljades.
- Förnekandet av att det funnits några varningar om en förestående terrorattack före den 11 september - påståenden som senare visat sig vara osanna.
- Seymour Hershs avslöjanden om att amerikanska styrkor medvetet låtit stora delar av al-Qaidas ledarskikt och tusentals talibansoldater fly ut ur Afghanistan via en luftbro till Pakistan.
- Avslöjandet i indisk press att chefen för Pakistans underrättelsetjänst, ISI, beordrat en medarbetare att transferera 100 000 dollar till Mohamed Atta, den misstänkte ledaren för terroristerna, en månad före 11 september-attackerna.[4]